# Batu Uban
Batu Uban là một khu dân cư ở bờ biển phía đông của đảo Penang ở Malaysia, cách trung tâm George Town, thủ phủ của Penang, và giáp với vùng ngoại ô Gelugor khoảng 6,7 km (4,2 mi) về phía nam. Được thành lập bởi dân tộc Minangkabaus vào đầu thế kỷ 18, Batu Uban được coi là khu định cư Mã Lai lâu đời nhất trên Đảo Penang.
Kể từ cuối thế kỷ 20, Batu Uban đã được đô thị hóa đáng kể, với khu dân cư cao tầng hiện đang nằm rải rác trong khu phố.